# Ekō-ji

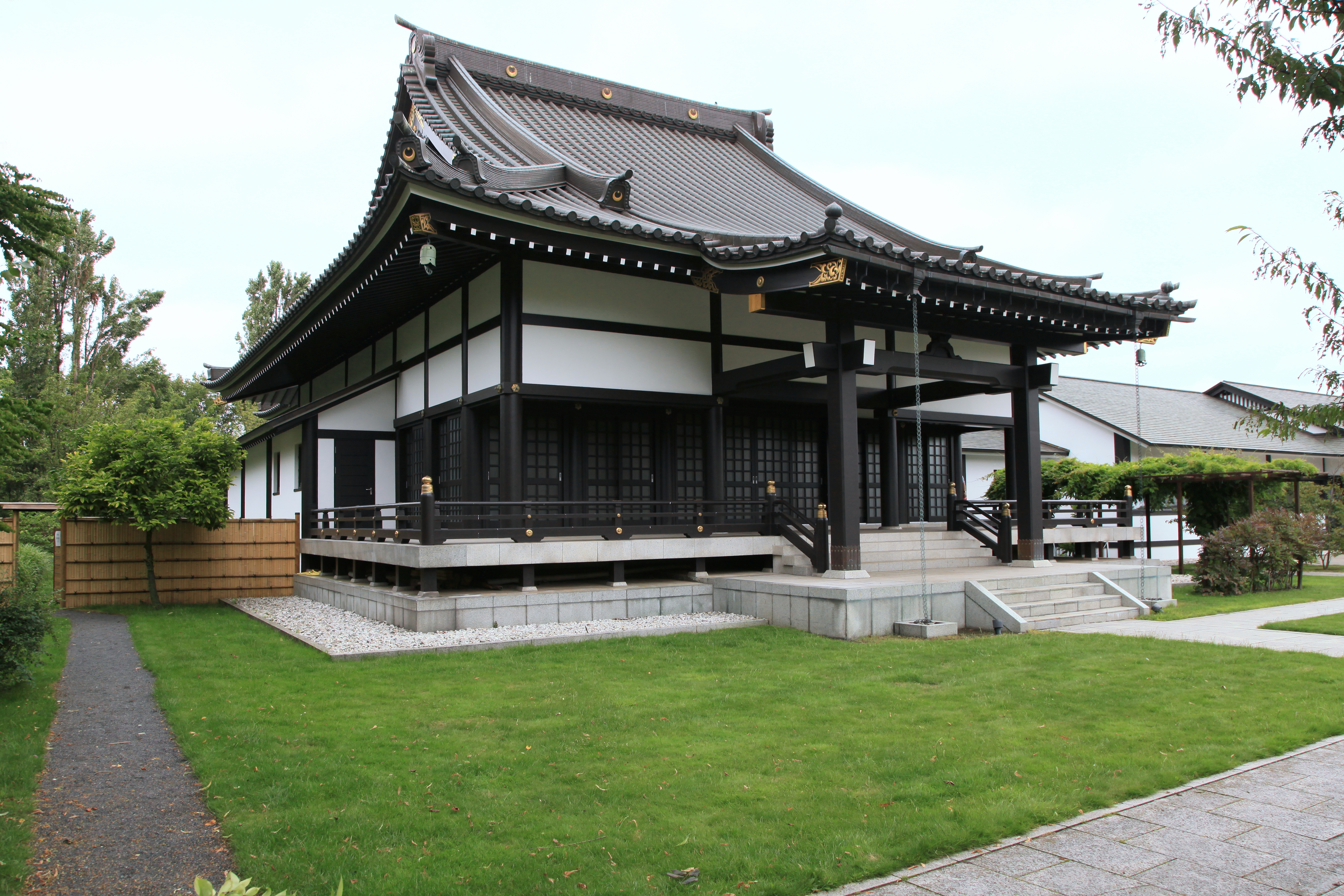
Ekō-ji

Ekō-ji (japanisch 惠光寺, Tempel des sanftmütigen Lichtes) ist ein 1993 errichteter buddhistischer Tempel im japanischen Stil in Niederkassel, Düsseldorf. Er zählt zum Ekō-Haus, besteht aus Holz und ist von einer japanischen Gartenanlage umgeben. Er orientiert sich am Jōdo-Shinshū, einer der größten japanischen Schulen des Buddhismus.